# Abraham J. Twerski
Pour les articles homonymes, voir Twerski.
Abraham Joshua Twerski, né le 6 octobre 1930 à Milwaukee, Wisconsin, États-Unis et mort le 31 janvier 2021, est un psychiatre et un rabbin hassidique américain. Il est auteur de nombreux ouvrages sur le hassidisme, l'accoutumance, et la toxicomanie. Il est l'auteur de plus de 60 ouvrages sur le judaïsme et sur les efforts personnels (Self-help).

## Biographie
Abraham Joshua Twerski est né le 6 octobre 1930 à Milwaukee, Wisconsin, États-Unis. Il est le fils du Grand-rabbin Jacob Israël Twerski, né à Hornosteipel (Hornostaipil), de la dynastie hassidique de Tchernobyl , en Ukraine et de Dvorah Leah Twerski, dont le père était le deuxième rabbin de la dynastie de Bobov.

### Formation
Abraham J. Twerski étudie à l'école publique à Milwaukee et finit ses études secondaires au North Division High School en 1948. 
Il fait ses études rabbiniques au Hebrew Theological de Chicago (qui est localisé aujourd'hui à Skokie, dans l'Illinois) et obtient son diplôme de rabbin en 1951.
Abraham J. Twerski s'inscrit ensuite à l'Université Marquette de Milwaukee, où il obtient en 1960 son diplôme de médecin.

### Médecin
Abraham J. Twerski s'installe en 1960 à Pittsburgh, en Pennsylvanie, où il pratique la médecine. 
Il fonde le Gateway Rehabilitation Center à Pittsburgh, dont il est le directeur médical émérite.
Abraham J. Twerski est directeur clinique du département de psychiatrie du St. Francis Hospital de Pittsburgh.
Il est professeur associé de psychiatrie à la Faculté de Médecine de l'Université de Pittsburgh.
Il fonde également le Shaar Hatikvah rehabilitation center for prisoners en Israël.

### Rabbin
Abraham Twerski partage avec son père la direction spirituelle de la Congregation Beth Jehuda, de Milwaukee,  de 1951 à 1959.

## Ouvrages
En Anglais:
- Like Yourself: And Others Will, Too, Prentice Hall, 1978, 1986.
- Caution: "Kindness" Can Be Dangerous to the Alcoholic, Prentice Hall, 1981, 1987.
- It Happens to Doctors Too, Hazelden Foundation, 1982.
- Who Says You're Neurotic: How to Avoid Mistaken Psychiatric Diagnosis When the Problem May Be a Physical Condition, Prentice Hall, 1984.
- Addictive Thinking: Why Do We Lie to Ourselves? Why Do Others Believe Us?, Hazelden Foundation, 1990.
- Addictive Thinking et The Addictive Personality, avec Craig Nakken,  M.J.F, 1990.
- The Clergy and Chemical Dependency, Edgehill, 1990.
- Let Us Make Man: Self-Esteem Through Jewishness, C.I.S., 1991
- I Didn't Ask to Be in This Family: Sibling Relationships and How They Shape Adult Relationships, Topper Books, 1992
- I Am I: a Jewish Perspective From the Case Files of an Eminent Psychiatrist, Shaar Press/ArtScroll Mesorah Publications: New York, 1993.
- Life's Too Short: Pull the Plug on Self-defeating Behavior and Turn On the Power of Self-esteem, St. Martin's Press, 1995.
- Lights Along the Way: Timeless Lessons for Today from Rabbi Moshe Chaim Luzzato's Mesillas Yesharim, ArtScroll Mesorah Publications: New York, 1995
- Life's Too Short: Pull the Plug on Self-defeating Behavior and Turn On the Power of Self-esteem, St. Martin's Press, 1995,
- Positive Parenting: Developing Your Child's Potential, avec Ursula Verena Schwartz, ArtScroll Mesorah Publications: New York, 1996
- I Didn't Ask to Be in This Family: Sibling Reltionships and How They Shape Adult Relationships, avec Charles Monroe Schulz, Henry Holt, 1996
- Not Just Stories: The Chassidic Spirit Through Its Classic Stories, Shaar Press/rtScroll Mesorah Publications: New York, 1997
- Dearer Than Life: Making Your Life More Meaningful, ArtScroll Mesorah Publications: New York, 1997.
- Do Unto Others: How Good Deeds Can Change Your Life, Andrews McMeel, 1997.
- The Thin You Within You: Winning the Weight Game with Self-Esteem, St. Martin's Press, 1997.
- Getting Up When You're Down: A Mature Discussion of an Adult Malady - Depression and Related Conditions, Shaar Press/ArtScroll Mesorah Publications: New York, 1997.
- Substance-Abusing High Achievers: Addiction as an Equal Oppotunity Destroyer, J. Aronson, 1998.
- It's Not As Tough As You Think: Making Family Life at Home Smoother and Better, The Shaar Press/ArtScroll Mesorah Publications: New York, 1999
- It's Not As Tough As You Think: How to Smooth Out Life's Bumps, Shaar Press/ArtScroll Mesorah Publications: New York, 1999
- Angels Don't Leave Footprints: Discovering What's Right With Yourself, ArtScroll Mesorah Publications: New York, 2001.
- The Enemy Within: Confronting your Challenges in the 21st Century, Shaar Press/ArtScroll Mesorah Publications: New York, 2001.
- Coping With Stress: The 9/11 Generation, Gateway Rehabilitation Center, 2002.
- The First Year of Marriage: Enhancing the Success of Your Marriage Right From the Start - and Even Before it Begins, ArtScroll Mesorah Publications: New York, 2004.
- Growing Each Day, ArtScroll Mesorah Publications: New York, 2004.
- Dear Rabbi, Dear Doctor: The Renowned rabbi-Psychiatrist Gives Straight Answers to Tough Questions, Shaar Press/ArtScroll Mesorah Publications: New York, 2005.
- From Pulpit to Couch, Mirkov Publications, 2005.
- Compulsive Gambling: More Than Dreidel, Mirkov Publications, 2006.
- Dear Rabbi, Dear Doctor Volume 2: The Renowned Rabbi-Psychiatrist Gives Straight Answers to Tough Questions, Shaar Press/ArtScroll Mesorah Publications: New York, 2007.
- Four Chassidic Masters: the Heart, the Mind, the Eye, and the Tongue - Histoy, Stories, Teachings, Shaar Press/ArtScroll Mesorah Publications: New York, 2008.
- A Formula for Proper Living: Practical Lessons from Life and Torah, Jewish Lights Publishing, 2009.
- Gevurah: My Life, Our World, and the Adventure of Reaching 80, Shaar Press/ArtScroll Mesorah Publications: New York, 2010.
- Forgiveness: Don't Let Resentment Keep You Captive, Shaar Press/ArtScroll Mesorah Publications: New York, 2012.
- Effective Living: An Upbeat and Uplifting Life Can Be Yours, Shaar Press/ArtScroll Mesorah Publications: New York, 2014.

En Français:
- L'art de bien vivre formulé par la Torah, 2016[3].